# Werner Stocker (Verleger)

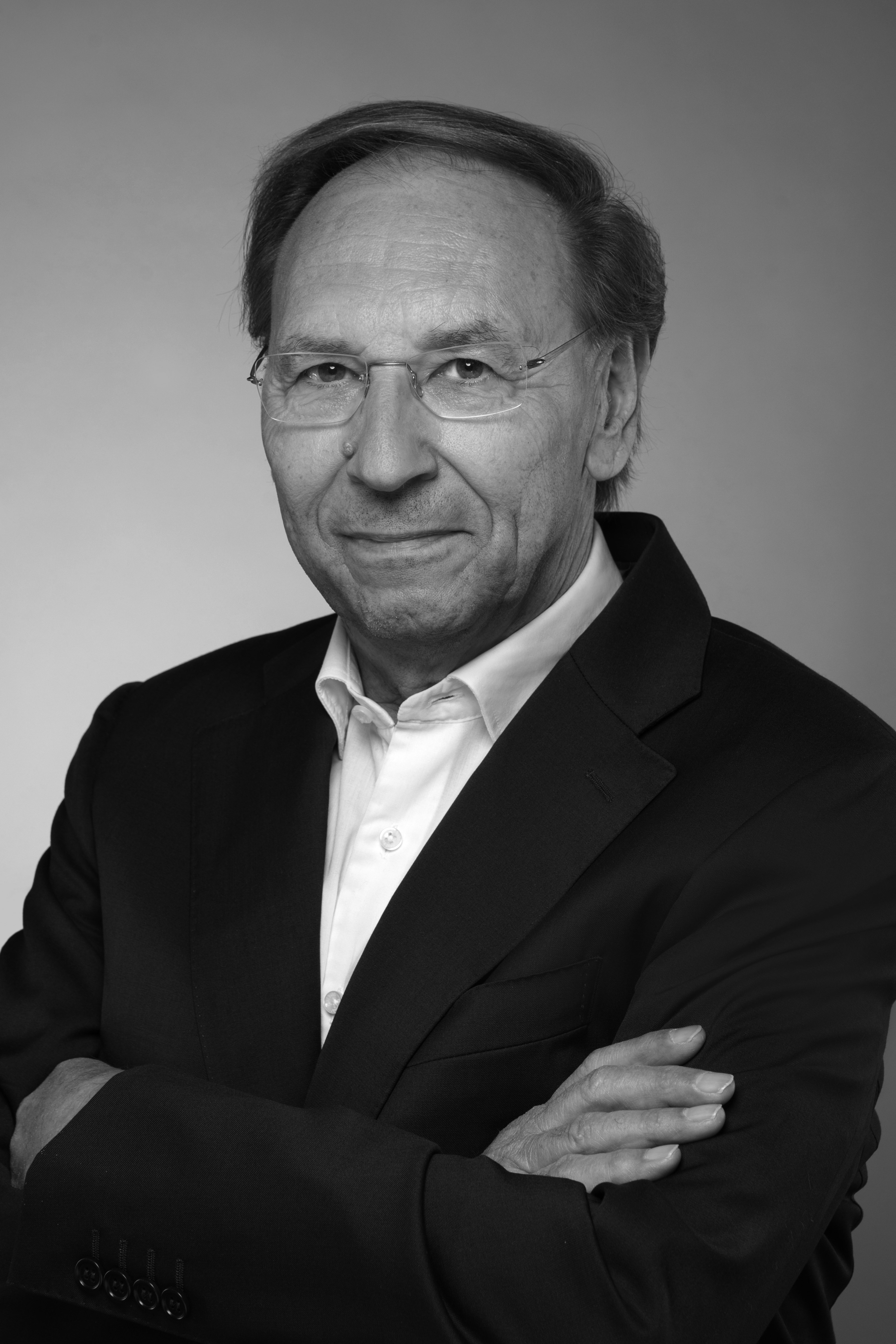
Werner Stocker (2020)

Werner Stocker (geboren am 29. September 1950 in Schaffhausen, heimatberechtigt und aufgewachsen in Thayngen/SH) ist ein Schweizer wissenschaftlicher Verleger.

## Wirken
Werner Stocker wirkte von 1981 bis 2005 und von 2015 bis 2021 beim Schweizer rechtswissenschaftlichen Verlag Schulthess Juristische Medien AG, Zürich/Basel/Genf. 1989 bis 2004 hatte er den Vorsitz der Geschäfts- und Verlagsleitung inne, und von 2015 bis 2021 war er als Mitglied des Verwaltungsrats beratend tätig. 2006 beteiligte er sich als Aktionär an der rechts- und sozialwissenschaftlichen Dike Verlag AG, Zürich/St. Gallen, dessen Auf- und Ausbau er als Geschäfts- und Verlagsleiter bis Ende 2014 aktiv mitgestaltete. U. a. lancierte der Verlag die Reihe in a nutshell mit Kurzdarstellungen zu verschiedenen Rechtsgebieten. Heute wirkt Werner Stocker als Vorstandsmitglied beratend für das Europa Institut an der Universität Zürich.
Werner Stocker war in seiner Funktion als Geschäfts- und Verlagsleiter von Schulthess am Aufbau der 1986 als Aktiengesellschaft, zusammen mit weiteren Aktionärsgruppen aus Verlagen, Anwaltschaft und Technologieunternehmen gegründeten Swisslex Schweizerische Juristische Datenbank AG mitverantwortlich, zuerst als Verwaltungsrat und von 1998 bis 2004 als deren Präsident.
Als sich 1993 der Schweizer Buchhandels- und Verlags-Verband in rechtlich selbständige Fachverbände trennte, präsidierte Werner Stocker den neu gegründeten Buchverleger-Verband der deutschsprachigen und rätoromanischen Schweiz sowie des Fürstentums Liechtenstein (VVDS) bis ins Jahr 2000. In seiner Aegide entstand der erste Muster-Verlagsvertrag für Autorinnen und Autoren belletristischer Werke, ausgearbeitet zwischen den beiden Autorenverbänden, den Schweizer Autorinnen und Autoren Gruppe Olten sowie dem Schweizerischen Schriftstellerinnen- und Schriftsteller Verband und dem Buchverleger-Verband. Und 1998 wurde die Schweiz erstmals Gastland an der Frankfurter Buchmesse, dies in Zusammenarbeit mit dem Bundesamt für Kultur und dessen Direktor David Streiff. Der Auftritt unter dem Motto Hoher Himmel - Enges Tal. wurde kuratiert von Projektleiter Christoph Vitali, damals Direktor am Haus der Kunst in München und später bei der Fondation Beyeler in Riehen/Basel.
2006 wurde Werner Stocker als Vertreter der Schweizer Verleger in das Executive Committee und als Treasurer der International Publishers Association gewählt. Dieses Amt hatte er bis Ende 2019 inne.
Werner Stocker engagierte sich für weitere Wissenschaftsprojekte und kulturelle Institutionen. Von 1986 bis 2019 war er Vorstandsmitglied des „Vereins Schweizerische Juristische Datenbank“ VSJDB (heute „Verein eJustice.CH“), der 1985 durch die Schweizerische Eidgenossenschaft, den Schweizerischen Juristenverein und den Schweizerischen Anwaltsverband gegründet wurde, mit dem Ziel, auf nicht kommerzieller Basis gesamtschweizerisch eine juristische Datenbank einzuführen. Zusammen mit den Professoren Thomas Cottier und Rechtsanwalt Jens Drolshammer begründete er The Anthology of Swiss Legal Culture eine als online work in progress in englischer Sprache konzipierte Sammlung klassischer und zeitgenössischer Texte mit Beiträgen zum schweizerischen Recht und zu den transkulturellen Einflüssen in verschiedenen Rechtsgebieten.
Im Schweizer Militär bekleidete Werner Stocker als Artillerist den Rang eines Oberstleutnants.

## Schriften
- Das Schweizer Verlagswesen im europäischen Kontext. In: Europäische Idee und Integration - mittendrin und nicht dabei? Liber amicorum für Andreas Kellerhals. Herausgegeben von Markus Notter, Rolf H. Weber, Andreas Heinemann, Tobias Baumgartner. Schulthess Juristische Medien AG, Zürich, Basel, Genf 2018, ISBN 978-3-7255-7884-9, S. 177–188.
- 20 Jahre Schweizerischer Verein für Rechtsinformatik SVRI: Von den Anfängen bis zur Gegenwart. jusletter 7. November 2005.
- Langzeitarchivierung und Vernetzung juristischer Texte in einer vereinheitlichten Datenbank: Strategische Überlegungen zum elektronischen Publizieren. jusletter 27. Oktober 2003 (online).
- Die Rolle der Fachzeitschriften bei der Veröffentlichung von Gerichts- und Verwaltungsentscheiden. Von Andreas Kaiser und Werner Stocker. Schweizerisches Zentralblatt für Staats- und Verwaltungsrecht ZBl. Jubiläumsnummer, 1999, S. 24–32
- Zwischen Isolationismus und Globalisierung: Das Schweizer Verlagswesen im Wandel. In: Buchbranche im Wandel. Zum 150-jährigen Bestehen des Schweizerischen Buchhändler- und Verlegerverbandes. Herausgegeben von Rainer Diederichs, Ulrich Saxer, Werner Stocker. Orell Füssli Verlag, Zürich 1999, ISBN 978-3-280-02402-7.
- Rainer Diederichs, Ulrich Saxer, Werner Stocker (Hrsg.): Buchbranche im Wandel. Zum 150-jährigen Bestehen des Schweizerischen Buchhändler- und Verlegerverbandes. Orell Füssli Verlag, Zürich 1999, ISBN 978-3-280-02402-7.
- Land der Verleger und Verlage. Tendenzen der Schweizer Buchproduktion. Frankfurter Allgemeine Zeitung FAZ vom 7. Oktober 1998.
- Buchverlage im „engen Tal“. Rahmenbedingungen und verpasste Chancen. Neue Zürcher Zeitung NZZ vom 5. Oktober 1998.

## Auszeichnung
- Anton K. Schnyder, Peter Johannes Weber, Johannes Reich, Pascal Grolimund (Hrsg.): Wissensvermittlung und Recht. Festgabe zum 70. Geburtstag von Werner Stocker. Schulthess Juristische Medien AG, Zürich, Basel, Genf 2020, ISBN 978-3-7255-8149-8